# 고양 송포 백송
고양 송포 백송(高陽 松浦 白松)은 대한민국 경기도 고양시 일산서구 덕이동에 있는 백송이다. 1962년 12월 7일 대한민국의 천연기념물 제60호로 지정되었다.
고양 송포 백송은 대한민국 천연기념물 제60호이며 수량은 1그루이다. 천연기념물로 지정 된 날짜는 1962년 12월 3일이며 추정수령은 200년이다. 지정된 사유는 희귀 수종이기 때문이며 개인이 소유하고 있다.

## 개요
백송은 나무껍질이 넓은 조각으로 벗겨져서 흰빛이 되므로 백송 또는 백골송(白骨松)이라고도 한다. 중국이 원산지로서 조선 시대에 중국을 왕래하던 사신들이 가져다 심은 것이다.
송포의 백송은 나이가 약 250살 정도로 추정되며, 높이 11.5m, 가슴높이 둘레 2.39m이다. 나무의 모습은 옆에서 보면 부채살처럼 퍼져 역삼각형으로 보이며, 다른 백송에 비해 나무껍질이 희지 않은 편이다. 이 나무의 유래는 두 가지로 알려져 있다. 하나는 조선 선조(재위 1567∼1608) 때 유하겸이 중국의 사절로부터 백송 두 그루를 받아, 그 가운데 한 그루를 이 마을에 살고 있던 최상규(송포 백송의 소유자)의 조상에게 준 것을 묘지 주변에 심은 것이 크게 자란 것이라는 것이고, 다른 하나는 조선 세종(재위 1418∼1450) 때 김종서가 6진을 개척할 당시 그곳에서 근무하던 최수원 장군이 고향에 오는 길에 가져다 심은 것이라고 전해진다. 마을 사람들은 중국에서 온 나무라고 하여 한동안 이 나무를 당송(唐松)이라 부르기도 하였다.

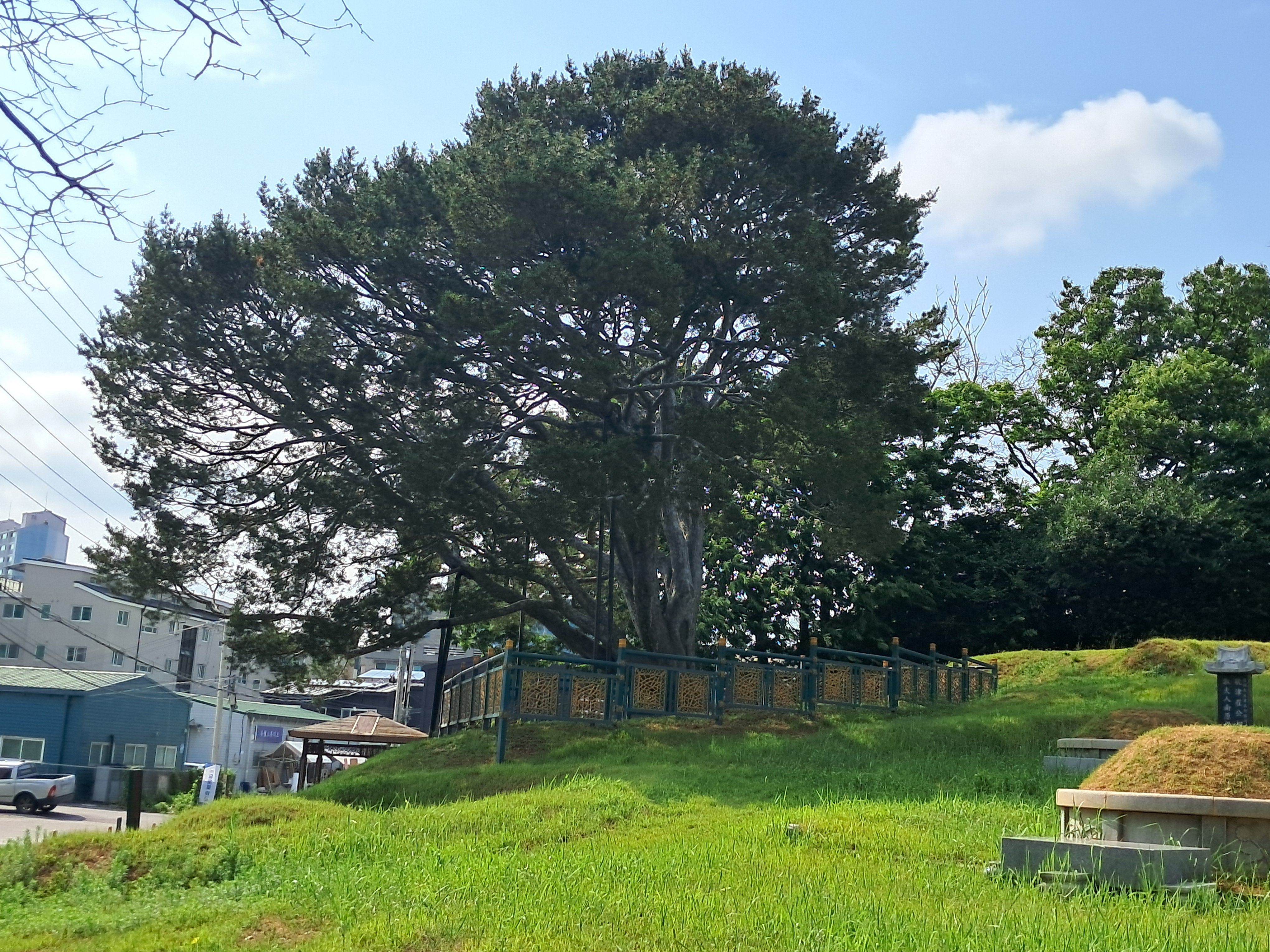
탐진최씨 종중 묘원 한편의 전경 사진으로 오른쪽 편으로는 종중의 재실(德威齋)이 자리잡고 있다

백송은 흔히 볼 수 없는 희귀한 소나무이며, 중국과의 문화 교류를 알려주는 나무로 역사적·문화적 자료로서의 가치가 높아 천연기념물로 지정·보호하고 있다.

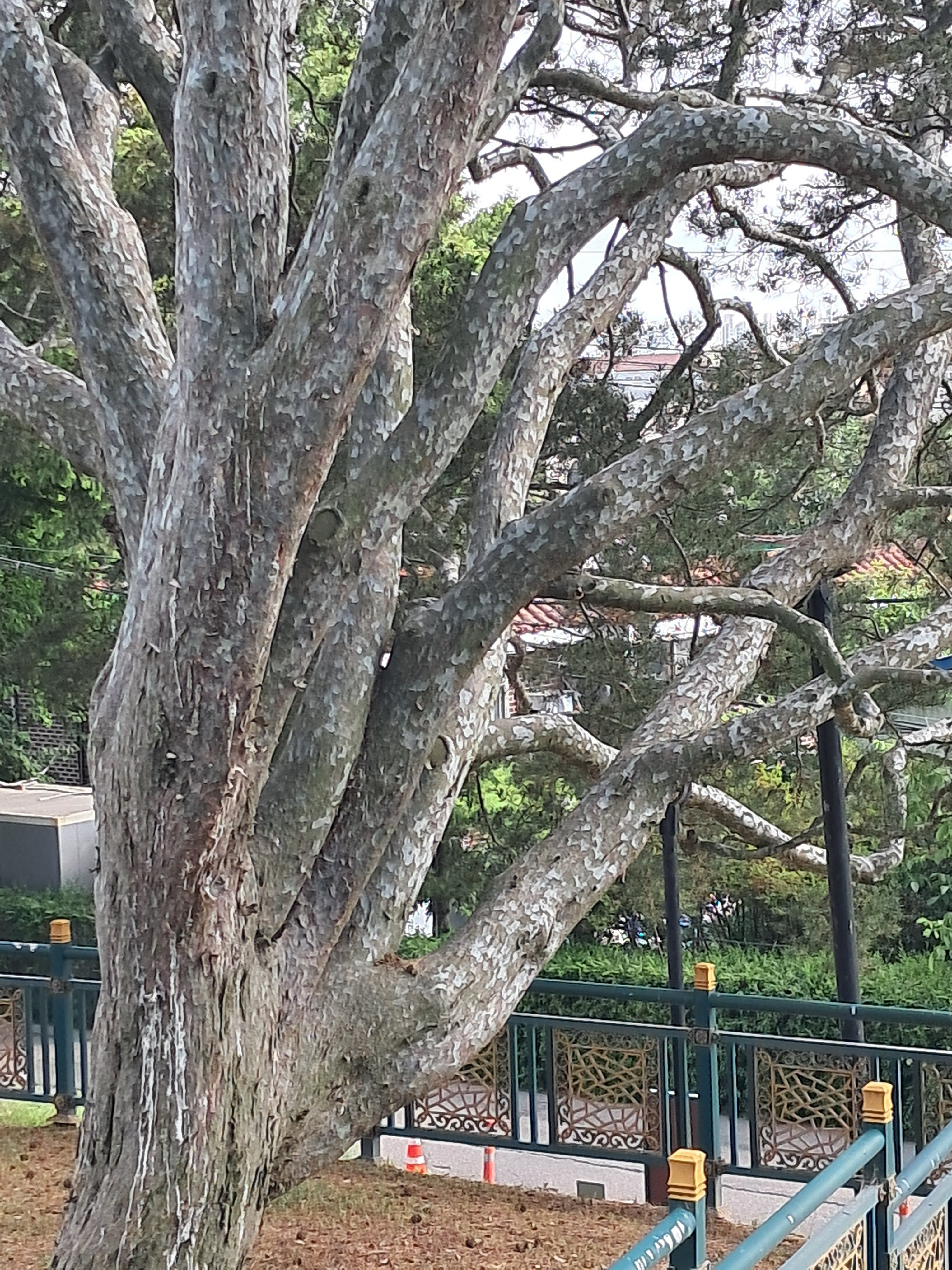
송포 백송의 줄기에서 표피가 벗겨지고 송진이 흐르는 모습

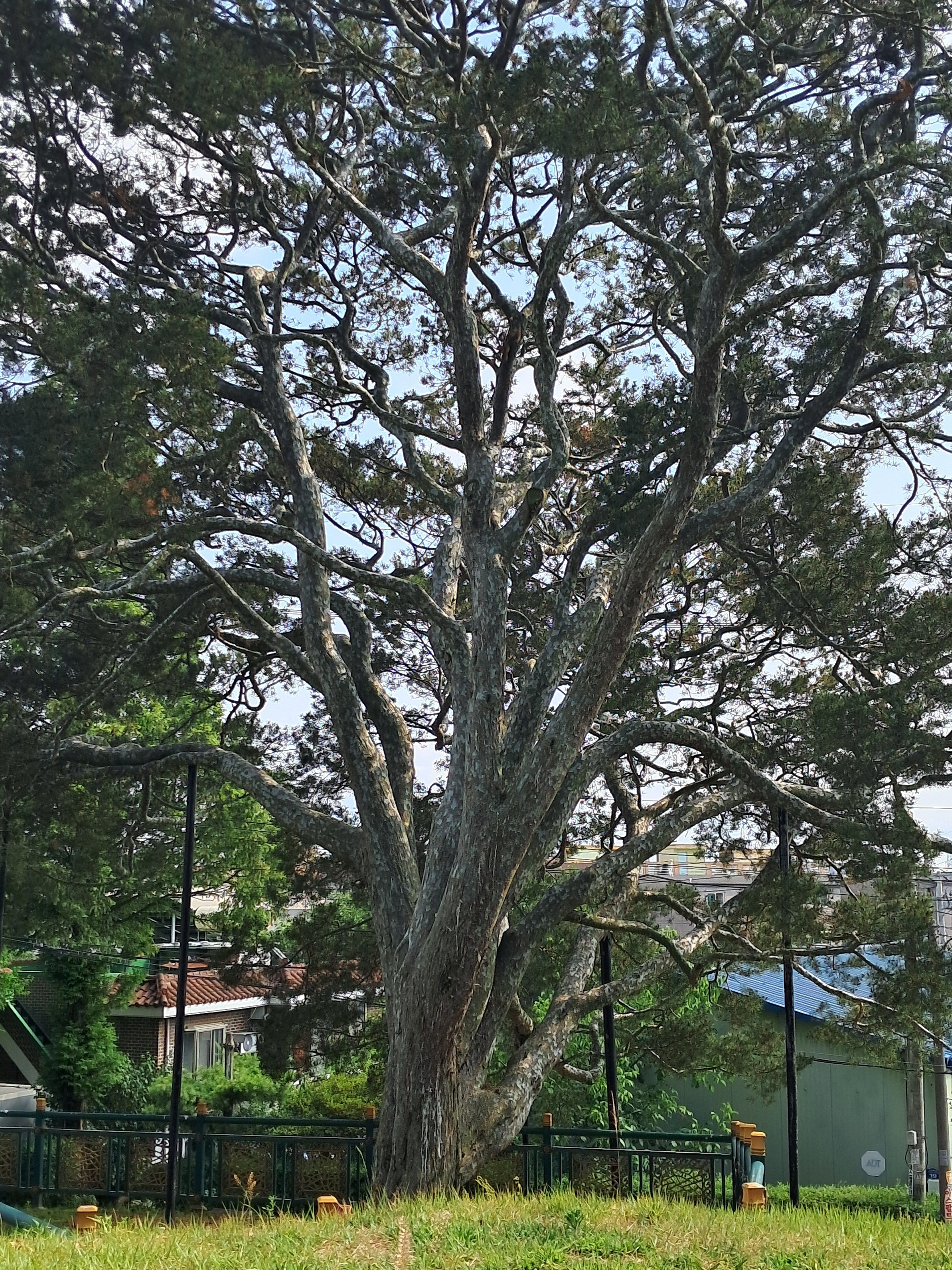
송포 백송의 다른 모습

## 참고 자료
- 고양 송포 백송 - 국가유산청 국가유산포털